# Енріке Фернандес Віола
Енріке Фернандес (ісп. Enrique Fernández, 10 червня 1912, Монтевідео — 6 жовтня 1985, Монтевідео) — уругвайський футболіст, що грав на позиції нападника. По завершенні ігрової кар'єри — тренер.
Виступав, зокрема, за «Насьйональ» та «Барселону», а також національну збірну Уругваю, з якою він виграв Чемпіонат Америки 1935 року. Будучи тренером, він виграв два чемпіонати Уругваю з «Насьйоналем» і три чемпіонати Іспанії з «Барселоною» та «Реалом».

## Клубна кар'єра
У дорослому футболі дебютував 1930 року виступами за «Насьйональ», взявши участь у 23 матчах чемпіонату.
Згодом з 1931 по 1932 рік грав у Аргентині за клуби «Тальєрес» (Ремедіос) та «Індепендьєнте» (Авельянеда), після чого повернувся в «Насьйональ». Цього разу відіграв за команду з Монтевідео наступні два сезони своєї ігрової кар'єри. Більшість часу, проведеного у складі «Насьйоналя», був основним гравцем атакувальної ланки команди і одним з головних бомбардирів команди, маючи середню результативність на рівні 0,46 голу за гру першості. За цей час двічі виборов титул чемпіона Уругваю.
1935 року став гравцем іспанської «Барселони» і допоміг їм двічі виграти чемпіонат Каталонії і вийти у фінал Кубка Іспанії. У Ла Лізі дебютував 10 листопада 1935 року в матчі проти «Еспаньйола» (0:1). Загалом він зіграв 17 ігор за клуб у вищому іспанському дивізіоні і забив 8 голів, в тому числі хет-трик проти «Осасуни» (5:0) 29 березня 1936 року. 19 квітня 1936 року він зіграв свою останню гру у Ла-Лізі проти "Еркулеса" (2:2). Футбольна кар'єра Фернандеса перервалася через громадянську війни, під час початку якої він перебував вдома у Монтевідео, і клуб порадив йому не приїжджати в Іспанію.
Завершив професійну ігрову кар'єру у клубі «Насьйональ» у 1937 році.

## Виступи за збірні
21 січня 1933 року дебютував в офіційних матчах у складі національної збірної Уругваю. У складі збірної був учасником Чемпіонату Південної Америки 1935 року у Перу, здобувши того року титул континентального чемпіона. Протягом кар'єри у національній команді, яка тривала 3 роки, провів у формі головної команди країни 8 матчів, забивши 1 гол.
Під час виступів у «Барселоні» у 1935–1936 роках зіграв три матчі за збірну Каталонії.

## Кар'єра тренера
Після того, як він був змушений закінчити свою ігрову кар'єру через серйозну травму коліна у віці неповних 25 років, Фернандес дев'ять років по тому, в 1946 році, став головним тренером «Насьйоналя», вигравши чемпіонат Уругваю. 
У 1947 році він став головним тренером «Барселони». З такими гравцями як Хуан Веласко, Сезар і Естаніслао Басора він виграв чемпіонат Іспанії в 1948 і 1949 роках. У своєму третьому сезоні в «Барселоні» він виграв перший історичний розіграш Латинського кубка. Однак у Ла Лізі «Барселона» була лише п'ятою, через що тренер був звільнений.
У 1950 році він повернувся до «Насьйоналя» і виграв свій другий чемпіонат Уругваю як тренер. У лютому 1953 року він виграв фінал чемпіонату Уругваю сезону 1952 року, ставши триразовим чемпіоном країни як тренер. У тому ж році він був призначений новим тренером іспанського клубу «Реал Мадрид», ставши першим тренером, що очолював обидва іспанські ворогуючі гранди. В майбутньому це досягнення повторив лише Радомир Антич. Фернандес виграв з «Реалом» чемпіонат Іспанії в сезоні 1953/54, що стало першим чемпіонським титулом «королівського клубу» з 1933 року. У сезоні 1954/55 він був звільнений після десяти турів через низькі результати.
Згодом працював з чилійським «Коло-Коло» та португальським «Спортінгом», вигравши з кожним клубом національний чемпіонат.
З 13 вересня до 15 листопада 1959 року він керував іспанським клубом «Реал Бетіс» у десяти іграх. 15 липня 1961 він дебютував як тренер збірної Уругваю під час відбіркового турніру до чемпіонату світу 1962 року проти Болівії (1:1). Крім того, в матчі-відповіді 15 днів по тому, він також керував командою, яка перемогла 2:1 і вийшла на мундіаль, проте Енріке Фернандес команду покинув.
Згодом протягом 1961—1962 років очолював тренерський штаб клубу «Хімнасія і Есгріма», а 1963 року прийняв пропозицію попрацювати у клубі «Рівер Плейт», проте перебував у команді з Буенос-Айреса недовго.
1964 року був запрошений керівництвом чилійського клубу «Палестіно» очолити його команду, де пропрацював один рік, а 1966 року повернувся в «Хімнасію і Есгріму», з якою пропрацював до 1967 року.
З 1967 і по 1969 рік знову очолював збірну Уругваю, і паралельно 1968 року був головним тренером аргентинського «Індепендьєнте» з Авельянеди.
Останнім місцем тренерської роботи був клуб «Серро», головним тренером команди якого Енріке Фернандес Віола був протягом 1971 року.
Помер 6 жовтня 1985 року на 74-му році життя у місті Монтевідео.

## Титули і досягнення

### Як гравця
- Чемпіон Уругваю (2):

«Насьйональ»: 1933, 1934
- Чемпіон Південної Америки: 1935

### Як тренера
- Чемпіон Уругваю (2):

«Насьйональ»: 1946, 1950, 1952
- Чемпіон Іспанії (3):

«Барселона»: 1947–1948, 1948–49
«Реал Мадрид»: 1953–1954
- Чемпіон Чилі (1):

«Коло-Коло»: 1956
- Чемпіон Португалії (1):

«Спортінг»: 1957–58
- Володар Латинського кубка (1):

«Барселона»: 1949
- Володар Кубка Еви Дуарте (1):

«Барселона»: 1948